# Yacimiento de La Puebla de Valverde
El yacimiento de La Puebla de Valverde es un yacimiento  paleontológico del Pleistoceno Inferior (edad villafranquiense) en La Puebla de Valverde (provincia de Teruel, Aragón, España). En él se encontraron 19 especies de mamíferos (totalizando 200 individuos entre cánidos, hiénido, úrsidos, felinos, cérvidos y primates) y 3 especies de aves.
Se trata de un yacimiento de interés al ser uno de los pocos del periodo en España donde se han encontrado restos de macromamíferos y el único con primates en Aragón (con dos hallazgos de Paradolichopithecus). Fue el lugar del descubrimiento del cérvido Croizetoceros ramosus pueblensis y la fuente de restos del hiénido Chasmaporthetes lunensis estudiados en el Museo Nacional de Ciencias Naturales. Dado el volumen de los hallazgos, ha permitido reconstruir el ecosistema y la segregación ecológica que rodeaba el yacimiento.
Está por todo ello protegido desde 2004 como bien de interés cultural.